# Луций Октавий Крас
Луций Октавий Крас (на латински: Lucius Octavius Crassus) e политик и сенатор на Римската империя през края на 1 и началото на 2 век. Произлиза от фамилията Октавии.
През 111 г. той е суфектконсул заедно с Публий Коелий Аполинар.